# Gower (Misuri)
Gower es una ciudad ubicada en el condado de Clinton en el estado estadounidense de Misuri. En el Censo de 2010 tenía una población de 1526 habitantes y una densidad poblacional de 586,84 personas por km².

## Geografía
Gower se encuentra ubicada en las coordenadas 39°37′1″N 94°35′29″O / 39.61694, -94.59139. Según la Oficina del Censo de los Estados Unidos, Gower tiene una superficie total de 2.6 km², de la cual 2.6 km² corresponden a tierra firme y (0.1%) 0 km² es agua.

## Demografía
Según el censo de 2010, había 1526 personas residiendo en Gower. La densidad de población era de 586,84 hab./km². De los 1526 habitantes, Gower estaba compuesto por el 98.36% blancos, el 0.39% eran afroamericanos, el 0.07% eran amerindios, el 0.2% eran asiáticos, el 0% eran isleños del Pacífico, el 0% eran de otras razas y el 0.98% pertenecían a dos o más razas. Del total de la población el 0.39% eran hispanos o latinos de cualquier raza.